# 何季麟
何季麟（1945年9月1日—），河南开封人，冶金与材料专家，从事稀有金属钽、铌、铍冶炼与加工技术的研究。1969年毕业于北京钢铁学院冶金物理化学专业。2001年当选中国工程院化工、冶金与材料工程学部院士。担任宁夏东方有色金属集团公司董事长、总工程师，西北稀有金属材料研究院院长。